# Guthrie Center (Iowa)
Guthrie Center – miasto w Stanach Zjednoczonych, w stanie Iowa, siedziba hrabstwie Guthrie. W 2000 liczyło 1668 mieszkańców.